# Сог (річка)
Сог (ісл. Sog) — річка в Ісландії.
Довжина річки - всього трохи більше 19 км, але по витраті води, що досягає 110 м³/с, це найпотужніша річка країни. Витікає Сог з найбільшого озера Ісландії Тінгвадлаватн, а зливаючись з Квітау утворює річку Ёльфуса.
На річці побудовано три ГЕС потужністю 15, 27 та 48 МВт.
У річці мешкають палія, лосось атлантичний та пструг.
| Річка | Це незавершена стаття про річку. Ви можете допомогти проєкту, виправивши або дописавши її. |

| Ісландія | Це незавершена стаття з географії Ісландії. Ви можете допомогти проєкту, виправивши або дописавши її. |